# Landtagswahlkreis Vorpommern-Rügen IV
Der Landtagswahlkreis Vorpommern-Rügen IV (bis 2015: Rügen I) ist ein Landtagswahlkreis in Mecklenburg-Vorpommern. Seit der Wahl 2016 umfasst er vom Landkreis Vorpommern-Rügen die Stadt Sassnitz, aus dem Amt Bergen auf Rügen die Stadt Garz/Rügen, die Gemeinden Gustow und Poseritz, die Ämter Nord-Rügen und West-Rügen.

## Wahl 2021
Bei der Landtagswahl in Mecklenburg-Vorpommern 2021 gab es in diesem Wahlkreis folgendes Ergebnis:
| Partei               | Direktkandidat     | Erststimmen      | Zweitstimmen     |
| -------------------- | ------------------ | ---------------- | ---------------- |
| SPD                  | Heiko Miraß        | 27,4 %           | 37,1 %           |
| AfD                  | Hans-Georg Eckardt | 20,8 %           | 19,7 %           |
| CDU                  | Holger Kliewe      | 25,0 %           | 14,8 %           |
| Die LINKE            | Patrick Jahn       | 11,3 %           | 10,3 %           |
| GRÜNE                | Sven Retzlaff      | 4,8 %            | 4,6 %            |
| FDP                  | Uwe Ahlers         | 5,2 %            | 5,2 %            |
| NPD                  | –                  | –                | 0,6 %            |
| Tierschutzpartei     | –                  | –                | 2,0 %            |
| Freier Horizont      | –                  | –                | 0,2 %            |
| Die PARTEI           | –                  | –                | 0,5 %            |
| FREIE WÄHLER         | Jan Scheel         | 2,2 %            | 1,1 %            |
| PIRATEN              | –                  | –                | 0,2 %            |
| LKR                  | –                  | –                | 0,0 %            |
| DKP                  | –                  | –                | 0,1 %            |
| Bündnis C            | –                  | –                | 0,1 %            |
| TIERSCHUTZ hier!     | –                  | –                | 0,8 %            |
| dieBasis             | Robert Zoels       | 2,0 %            | 1,9 %            |
| DiB                  | –                  | –                | 0,0 %            |
| FPA                  | –                  | –                | 0,0 %            |
| ÖDP                  | –                  | –                | 0,0 %            |
| Die Humanisten       | –                  | –                | 0,1 %            |
| Gesundheitsforschung | –                  | –                | 0,3 %            |
| Team Todenhöfer      | –                  | –                | 0,2 %            |
| UNABHÄNGIGE          | –                  | –                | 0,2 %            |
| Einzelbewerber       | Friedrich Kunschke | 1,4 %            | –                |
| Wahlberechtigte      | 25.639 Einwohner   | 25.639 Einwohner | 25.639 Einwohner |
| Wahlbeteiligung      | 67,4 %             | 67,4 %           | 67,4 %           |

## Wahl 2016
Bei der Landtagswahl in Mecklenburg-Vorpommern 2016 kam es zu folgenden Ergebnissen:
| Partei           | Direktkandidaten | Erststimmen      | Zweitstimmen     |
| ---------------- | ---------------- | ---------------- | ---------------- |
| SPD              | Ingulf Donig     | 17,7 %           | 25,0 %           |
| CDU              | Holger Kliewe    | 25,8 %           | 20,1 %           |
| DIE LINKE        | Wolfgang Weiß    | 13,3 %           | 13,8 %           |
| GRÜNE            | Jochen Kwast     | 3,5 %            | 4,0 %            |
| NPD              |                  | -                | 2,4 %            |
| FDP              | Dominic Dieth    | 2,8 %            | 3,2 %            |
| PIRATEN          |                  | -                | 0,4 %            |
| FAMILIE          |                  | -                | 1,0 %            |
| FREIE WÄHLER     |                  | -                | 0,4 %            |
| Die PARTEI       |                  | -                | 0,3 %            |
| Die Achtsamen    | Thomas Gens      | 7,6 %            | 3,1 %            |
| ALFA             |                  | -                | 0,2 %            |
| AfD              | Jens Kühnel      | 22,8 %           | 24,3 %           |
| Bündnis C        |                  | -                | 0,1 %            |
| DKP              |                  | -                | 0,2 %            |
| Freier Horizont  |                  | -                | 0,3 %            |
| Tierschutzpartei |                  | -                | 1,4 %            |
| Einzelbewerber   | Uwe Ahlers       | 1,1 %            | -                |
| Einzelbewerber   | Kathrin Stein    | 5,4 %            | -                |
| Wahlberechtigte  | 26.208 Einwohner | 26.208 Einwohner | 26.208 Einwohner |
| Wahlbeteiligung  | 57,7 %           | 57,7 %           | 57,7 %           |

## Wahl 2011
Zwei Wochen vor der Landtagswahl verstarb der Direktkandidat der CDU, Udo Timm. Um der CDU eine Frist einzuräumen, einen neuen Wahlkreisbewerber zu benennen, und um neue Stimmzettel und Briefwahlunterlagen herzustellen, wurde die Wahl für den Wahlkreis abgesagt (sowohl Erst- als auch Zweitstimmenabgabe) und eine Nachwahl für den 18. September 2011 angesetzt, 14 Tage nach dem ursprünglichen Termin. Die CDU nominierte den ehrenamtlichen Bürgermeister von Hiddensee, Thomas Gens. Wenige Tage nach der Nominierung wurde kolportiert, dass Gens zwischen 1998 und 2002 Mitglied der rechtsextremistischen DVU gewesen und in diesen Jahren, zumindest zeitweise, auch Vorsitzender des DVU-Kreisverbandes Nordvorpommern sowie zeitweise geschäftsführender Landesvorsitzender gewesen sein soll. Dieses angebliche Verschweigen seiner politischen Vergangenheit wurde in der CDU als Vertrauensbruch aufgefasst, Gens wurde deshalb aus der Partei ausgeschlossen. Auf den bereits gedruckten Wahlzetteln wurde Gens weiterhin als Kandidat der CDU geführt, während die CDU dazu aufrief, einem Kandidaten einer der anderen Gruppierungen die Stimme zu geben.
Erst wenige Tage vor dem Tod von Udo Timm hatte der Kandidat der NPD, Tony Lomberg, für Aufsehen gesorgt. Er war vom Amtsgericht Bergen wegen gefährlicher Körperverletzung zu 14 Monaten Haft auf Bewährung und 1000 Euro Schmerzensgeld verurteilt worden. Da Lomberg zum Zeitpunkt der Einreichung der Wahlliste noch nicht vorbestraft war, durfte er jedoch kandidieren. Weitere Verfahren – unter anderem wegen Körperverletzung und Landfriedensbruchs – laufen gegen Lomberg.
Da die Wahlberechtigten des Wahlkreises bereits die vorläufigen Ergebnisse des restlichen Bundeslandes kannten, hatten sie die Chance, wahltaktisch ihre Stimme abzugeben, um der NPD einen Sitz "wegzuwählen". Im Vorfeld wurde veröffentlicht, dass dies durch ein FDP-Direktmandat oder durch ein sehr gutes Zweitstimmen-Ergebnis der Grünen möglich sei. Daraufhin riefen u. a. die SDAJ auf, FDP und Grüne zu wählen oder die Die Linke.Rügen/Hiddensee, die Zweitstimme ebenfalls den Grünen zu geben.
Das hatte zur Folge, dass die Landtagswahl 2011 ein recht ungewöhnliches Ergebnis hatte::
| Partei          | Direktkandidat   | Erststimmen     | Zweitstimmen    |
| --------------- | ---------------- | --------------- | --------------- |
| GRÜNE           | Oliver Cornelius | 14,2 %          | 24,8 %          |
| SPD             | Ingulf Donig     | 25,7 %          | 22,4 %          |
| CDU             | Thomas Gens      | 13,4 %          | 19,0 %          |
| DIE LINKE       | André Schröder   | 23,5 %          | 18,9 %          |
| FDP             | Gino Leonhard    | 14,9 %          | 5,5 %           |
| NPD             | Tony Lomberg     | 4,6 %           | 5,4 %           |
| PIRATEN         |                  |                 | 1,4 %           |
| FAMILIE         |                  |                 | 1,0 %           |
| FREIE WÄHLER    | Torsten Schäfer  | 3,7 %           | 1,0 %           |
| AB              |                  |                 | 0,2 %           |
| Die PARTEI      |                  |                 | 0,1 %           |
| APD             |                  |                 | 0,1 %           |
| AUF             |                  |                 | 0,1 %           |
| REP             |                  |                 | 0,1 %           |
| PBC             |                  |                 | 0,0 %           |
| ödp             |                  |                 | 0,0 %           |
| Wahlberechtigte | 26765 Einwohner  | 26765 Einwohner | 26765 Einwohner |
| Wahlbeteiligung | 40,6 %           | 40,6 %          | 40,6 %          |

## Wahl 2006
Bei der Landtagswahl in Mecklenburg-Vorpommern 2006 kam es zu folgenden Ergebnissen:
| Partei          | Direktkandidat   | Erststimmen     | Zweitstimmen    |
| --------------- | ---------------- | --------------- | --------------- |
| CDU             | Udo Timm         | 31,6 %          | 31,1 %          |
| SPD             | Angelika Peters  | 25,1 %          | 24,6 %          |
| PDS             | Marianne Linke   | 20,3 %          | 18,0 %          |
| FDP             | Gino Leonhard    | 10,5 %          | 10,9 %          |
| NPD             | Karsten Münchow  | 7,4 %           | 7,9 %           |
| GRÜNE           | Edith Lampert    | 2,3 %           | 3,0 %           |
| FAMILIE         |                  |                 | 1,5 %           |
| GRAUE           | Erika Jungnickel | 1,4 %           | 1,0 %           |
| Deutschland     | Marlis Ruhbach   | 1,4 %           | 0,9 %           |
| WASG            |                  |                 | 0,3 %           |
| AGFG            |                  |                 | 0,2 %           |
| Bündnis für M-V |                  |                 | 0,2 %           |
| AB              |                  |                 | 0,1 %           |
| PBC             |                  |                 | 0,1 %           |
| Offensive D     |                  |                 | 0,1 %           |
| APD             |                  |                 | 0,0 %           |
| Wahlberechtigte | 28206 Einwohner  | 28206 Einwohner | 28206 Einwohner |
| Wahlbeteiligung | 52,5 %           | 52,5 %          | 52,5 %          |

## Wahl 2002
Bei der Landtagswahl in Mecklenburg-Vorpommern 2002 kam es zu folgenden Ergebnissen:
| Partei          | Direktkandidat     | Erststimmen     | Zweitstimmen    |
| --------------- | ------------------ | --------------- | --------------- |
| CDU             | Udo Timm           | 36,1 %          | 36,8 %          |
| SPD             | Angelika Peters    | 34,0 %          | 35,2 %          |
| PDS             | Gerhard Bohm       | 16,0 %          | 15,5 %          |
| FDP             | Ronny Thurow       | 5,4 %           | 4,7 %           |
| GRÜNE           | Kati Klemaschewski | 2,3 %           | 2,2 %           |
| Schill          | Klaus Feilke       | 2,3 %           | 2,1 %           |
| V.P.M.V.        | Thomas Gens        | 3,0 %           | 1,7 %           |
| NPD             |                    |                 | 0,7 %           |
| SPASSPARTEI     |                    |                 | 0,4 %           |
| REP             |                    |                 | 0,2 %           |
| GRAUE           |                    |                 | 0,2 %           |
| Bürgerpartei MV |                    |                 | 0,1 %           |
| PBC             |                    |                 | 0,1 %           |
| SLP             |                    |                 | 0,0 %           |
| Einzelbewerber  | Ralph Ulrich       | 1,0 %           |                 |
| Wahlberechtigte | 28751 Einwohner    | 28751 Einwohner | 28751 Einwohner |
| Wahlbeteiligung | 63,9 %             | 63,9 %          | 63,9 %          |